# 崔智友 (1957年)
崔智友（1957年10月—），男，汉族，河南温县人，毕业于中国人民大学中国近现代政治思想史专业，研究生学历，法学博士，1983年10月加入中共，1985年7月参加工作。曾任中共崇左市委书记和广西壮族自治区人民检察院检察长。

## 简历
1985年7月，任中共中央宣传部宣传局干部、主任科员；
1994年3月，任中国社会科学院办公厅副主任；1997年11月，任中国社会科学院办公厅主任；
2003年11月，任广西壮族自治区党委宣传部副部长；2008年1月，任中共崇左市委书记；
2010年1月，任广西壮族自治区人大常委会秘书长；
2013年2月至2021年1月，任广西壮族自治区人民检察院检察长、党组书记。2018年2月24日，当选为第十三届全国人大代表。